# Callie Thorne
Pour les articles homonymes, voir Thorne.
Calliope « Callie » Thorne, née le 20 novembre 1969 à Boston (Massachusetts, États-Unis), est une actrice américaine.
Elle est notamment connue pour ses rôles dans les séries New York, unité spéciale, Rescue Me : Les Héros du 11 septembre et Prison Break.

## Biographie
Calliope Thorne naît le 20 novembre 1969 à Boston, (Massachusetts, États-Unis). Elle est d'ascendance britannique, arménienne, italienne et portugaise.

## Filmographie

### Cinéma et télévision
- 1996 : Ed's Next Move : Lee
- 1997 : Turbulences à 30000 pieds (Turbulence) de Robert Butler : Laura Weaver
- 1998 : Next Stop Wonderland : Cricket
- 1998 : Chocolate for Breakfast : Nina
- 1999 : Giving It Up : Rex
- 2000 : Wirey Spindell : Tabitha
- 2000 : Double Parked : Rita Ronaldi
- 2000 : Homicide: The Movie (en) (TV) : Det. Laura Ballard
- 2000 : Whipped : Liz
- 2001 : More, Patience (TV) : Mia
- 2001 : Rencontres à Manhattan : Sue
- 2001 : Revolution #9 : Stephanie
- 2002-2009 : Sur écoute (The Wire) (TV) : Elena McNulty
- 2002 : Hysterical Blindness (téléfilm) : Carolann
- 2002 : Washington Heights : Raquel
- 2002 : Mafia Blues 2 (Analyze That) : FBI Agent Cerrone
- 2002 : Stella Shorts 1998-2002 (vidéo) : Yoga Instructor
- 2003 : Titletown (TV)
- 2003 : This Is Not a Film : Callie
- 2004 : The Wrong Coast (en) (série d'animation) : Various Celebrity Voices
- 2004 - 2011 : Rescue Me : Les Héros du 11 septembre (série) : Sheila Keefe
- 2005 : Strangers with Candy (film) : Mrs. Thorne
- 2005 : The F Word (en) : Stephanie
- 2005 : Robin's Big Date : Kate
- 2006 : David & Layla (en) : Abby, fiancée de David
- 2006 : Urgences (E.R.) : Jodie Kenyon
- 2006-2009 : Prison Break (TV) : Pamela Mahone
- 2011-2013 : La Diva du divan (Necessary Roughness) : Dr Danielle « Dani » Santino
- 2014 : L'Engrenage de l'anorexie (Thinspiration) (TV) : Joey
- 2015 : Les Mystères de Laura (The Mysteries of Laura) : Captain Nancy Santiani
- 2018 : After Everything de Hannah Marks et Joey Power

### Son rôle de l'avocate de défense Nikki Staines dansNew York, unité spéciale
- 2003-2004 : New York, unité spéciale : Nikki Staines (saison 5, épisodes 7 et 23)
- 2016 : New York, unité spéciale : Nikki Staines (saison 18, épisode 3)
- 2018 : New York, unité spéciale : Nikki Staines (saison 19, épisode 16)
- 2018-2019 : New York, unité spéciale : Nikki Staines (saison 20, épisodes 4, 18 et 24)
- 2021 : New York, unité spéciale : Nikki Staines (saison 23, épisode 8)

## Voix françaises
En France, Brigitte Aubry, est la voix française régulière de Callie Thorne depuis la série Homicide en 1997.